# Unternehmen Feuersturm
Unternehmen Feuersturm (englischer Originaltitel: Lightning Force ) ist eine US-amerikanische Actionserie mit Matthew Walker, Wings Hauser und Guylaine St-Onge, die im Syndication-Format ausgestrahlt wurde. Die Serie feierte 1991 Premiere und lief bis 1992; insgesamt wurden 22 Episoden produziert.

## Besetzung
- Wings Hauser als Oberstleutnant Matthew „Trane“ Coltrane
- Marc Gomes als Oberst Zaid „Zeke“ Abdul-Rahmad
- Guylaine St-Onge als Marie „Joan“ Jacquard
- David Stratton als Oberstleutnant Winston Churchill „Church“ Staples
- Matthew Walker als Generalmajor Bill McHugh